# Дідьє Фламан
Дідьє Фламан (фр. Didier Flament, нар. 4 січня 1951) — французький фехтувальник на рапірах, олімпійський чемпіон (1980 рік), бронзовий призер (1976 рік) Олімпійських ігор, чемпіон світу.

## Виступи на Олімпіадах
| Олімпіада     | Дисципліна           | Місце |
| ------------- | -------------------- | ----- |
| Монреаль 1976 | командна шабля       | 7     |
| Монреаль 1976 | командна рапіра      | 3     |
| Москва 1980   | індивідуальна рапіра | 23    |
| Москва 1980   | командна рапіра      | 1     |